# 勝利の日まで (Sexy Zoneの曲)
「勝利の日まで」（しょうりのひまで）は、ポニーキャニオンから2016年5月3日に発売されたSexy Zoneの11作目のシングル。

## 概要
前作「カラフル Eyes」から約5ヶ月ぶりのシングル。
表題曲のタイトルはジャニー喜多川社長自ら命名した。
バレーボール応援盤はコンサートツアー「Welcome to Sexy Zone」と2016リオデジャネイロオリンピックバレーボール世界最終予選試合会場の会場限定で販売された。
初回限定盤2種、通常盤、バレーボール応援盤の計4種類で発売。

## チャート成績
初週に9.4万枚を売り上げ、2016年5月16日付のオリコン週間シングルチャートで1位を獲得した。

## 収録曲

### CD

#### 通常盤
1. 勝利の日まで [4:17]
作詞：MiNE、春和文、作曲：Jan Andersson、Peter Heden、編曲：立山秋航
  - TBS系・フジテレビ系『2016リオデジャネイロオリンピック バレーボール世界最終予選兼アジア予選』（女子・男子）イメージソング
2. Miss Mysterious [4:42]
作詞・作曲：堂島孝平、編曲：船山基紀
3. Perfect Potion [4:36]
作詞：JINNY、作曲：Yumiko Okada、Anders Wigelius、Markus Bogelund、編曲：久下真音
4. ダンケ・シェーン [3:31] - マリウス葉
作詞：MiNE、作曲：Takuya Harada、Andreas Ohrn、Henrik Smith、編曲：生田真心
5. 勝利の日まで（inst.）
6. Miss Mysterious（inst.）
7. Perfect Potion（inst.）
8. ダンケ・シェーン（inst.）

#### 初回限定盤A
1. 勝利の日まで
2. Miss Mysterious
3. 僕らがいる世界 [4:13]

#### 初回限定盤B
1. 勝利の日まで
2. Miss Mysterious
3. ひとりぼっちの夜空に [4:08]
作詞：松井五郎、作曲：ジョーイ・カーボーン、北室龍馬、編曲：生田真心

#### バレーボール応援盤
1. 勝利の日まで
2. Cha-Cha-Cha チャンピオン（Remix 2016）
  - 9thシングルのリミックスバージョン

表記はないが、5人バージョンである。
3. Miss Mysterious
4. Perfect Potion

### DVD

#### 初回限定盤A
1. 「勝利の日まで」Music Clip
2. Making of「勝利の日まで」

#### 初回限定盤B
1. Sexy Zone 全国5都市 イベント ドキュメント・ムービー

## 特典

### 通常盤
※初回プレス仕様のみ
- 待受画像ダウンロードカード封入（全6種より1種ダウンロード可能）
- ピクチャーレーベル

### バレーボール応援盤
※初回分のみ
- スペシャルステッカー